# Samia viridis
Samia viridis är en fjärilsart som beskrevs av Mezger. 1928. Samia viridis ingår i släktet Samia och familjen påfågelsspinnare. Inga underarter finns listade.